# Leeuwen (Roermond)
Leeuwen (Limburgs: Le(e)ve) is een kerkdorp in de gemeente Roermond met 1115 inwoners. Leeuwen ligt aan de noordzijde van Roermond. Door het dorp lopen twee spoorwegovergangen en de Maasnielderbeek.

## Geschiedenis
Leeuwen was een domein. Het oudste document waarin ‘Leuwen’ wordt genoemd, dateert uit 1419. Indirect blijkt echter dat Agnes van Vlodrop al in 1403 voor de helft eigenares van Leeuwen was, terwijl haar broers Willem en Gerard ieder een kwart bezaten. Het domein moet al eind veertiende eeuw in bezit zijn geweest van hun vader Godard II van Vlodrop.
Rond 1810 had Leeuwen het karakter van een lineaire nederzetting langs de Maasnielderbeek. In het tijdvak 1850-1940 kende het dorp slechts een geringe toename van de bebouwing, met name langs de weg tussen de oude kern en de in de directe omgeving van Leeuwen lopende spoorlijnen. De lineaire structuur bleef grotendeels behouden.
Het dorp behoorde tot de gemeente Maasniel totdat het op 1 augustus 1959 werd samengevoegd met de gemeente Roermond.

## Gebouwen
De Sint Jozefkerk werd gebouwd in 1923 naar een ontwerp van schrijnwerker L. Mooren uit Leeuwen. Op 20 november 1944 werd de kerk vrijwel geheel verwoest door Britse granaten. Na de oorlog werd er een betere plaats gezocht om de nieuwe kerk te bouwen.
Vanaf 1825 tot 1944 had Leeuwen een oliemolen bij de Maasnielderbeek. Deze werd op 19 november 1944 door de Duitsers verwoest.

## Natuur en landschap
Leeuwen ligt nabij de Maas op een hoogte van ongeveer 20 meter, hiervan gescheiden door het natuurgebied Stadsweide. Ten noorden van Leeuwen ligt natuurgebied Vuilbemden.
Leeuwen is ingeklemd tussen spoorwegen met de spoorbrug over de Maas, een autoweg, diverse bedrijven; met name Papierfabriek Roermond en de Willem-Alexanderhaven. In de Maas, ter hoogte van Leeuwen, ligt de stuw van Roermond, die in de jaren dertig van de 20e eeuw werd aangelegd.

## Voorzieningen
In Leeuwen zijn twee basisscholen. De oudste is de vroegere St .Jozefschool aan de Schouwberg, nu vrije school "Christophorus". De St. Jozefschool verhuisde naar een nieuw pand aan de Jan Amentstraat in Leeuwen. De naam veranderde in "Basisschool Leeve".
Leeuwen heeft ook een voetbalclub: SC Leeuwen, gelegen aan de Loijveldweg.

## Geboren in Leeuwen
- Gé Reinders
- Harrie Gommans

Stad: Roermond

Dorpen: Asenray · Asselt · Boukoul · Herten · Leeuwen · Maasniel · Merum · Ool · Swalmen

Gehuchten: Aan de Rijksweg · Einde · Hatenboer · Maalbroek · Spik · De Weerd · Wieler

Woonwijken: Donderberg · Gulker Weijde · Hammerveld West · Heide · Hoogvonderen · Kapel in 't Zand · De Kemp · Kitskensberg · Oolderveste · Roer-Zuid · Roermondse Veld · Roerzicht · Schöndeln · Sterrenberg · Tegelarijeveld · Thuserhof · Voorstad · Vrijveld · De Wijher

Limburg: Steden en dorpen      Nederland: Provincies · Gemeenten